# АЕС Хамаока
Атомна електростанція Хамаока (яп. 浜岡原子力発電所, Hamaoka Genshiryoku Hatsudensho) — атомна електростанція в місті Омаезакі префектури Сідзуока, на східному узбережжі Японії, за 200 км на південний захід від Токіо. Нею керує Chubu Electric Power Company. Є п’ять блоків, які містяться на одній ділянці з чистою площею 1,6 км2. Два найстаріших енергоблоки були остаточно зупинені в 2009 році і зараз виводяться з експлуатації. Три енергоблоки Хамаока-3, 4 і 5 зупиняються на тривалий термін після аварії на Фукусімі в 2011 році. З 2011 по 2017 рік ці блоки зазнали значних модернізацій безпеки, щоб підвищити їх стійкість до екстремальних впливів навколишнього середовища, таких як землетруси та цунамі. У 2014 році Chubu Electric подала заявку на відновлення виробництва електроенергії, але перевірка Управлінням з ядерного регулювання просувається повільно і все ще триває станом на 2024 рік. У 2008 році було запропоновано будівництво шостого блоку, але його будівництво було відкладено на невизначений термін.
Ядерний виставковий центр Хамаока, безкоштовна публічна виставка про ядерну енергетику, розташований поруч із станцією.

## Зовнішні посилання
- Chubu Electric Power Company Hamaoka NPP page
- 静岡県総務部防災局（浜岡原子力発電所の事故・トラブル関連のページ） [Архівовано 2007-06-30 у Wayback Machine.]
- 浜岡原発､巨大地震対策虹のネットワーク